# Laguna de la Vega
La laguna de la Vega, laguna del Pueblo o simplemente la Vega es una laguna de agua dulce con una superficie de 54 hectáreas y de origen endorreico. Debido a que es de agua dulce favorece el crecimiento de vegetación no halófila. Su fauna es abundante; con más de 23 especies distintas de aves acuáticas, entre las que destacan patos y aves limícolas. Se encuentra en la lista del convenio de Ramsar, pertenece a la Red Natura 2000, está declarada como reserva de la Biosfera, reserva Natural y refugio de fauna.
Pertenece al complejo palustre de la localidad de Pedro Muñoz, donde existen otras dos lagunas: Navalafuente y Retamar. Navalafuente es una laguna de encharcamiento muy ocasional que almacena agua en años extraordinariamente lluviosos y Retamar es una laguna puramente endorreica.